# Carmen lustrale
Il Carmen lustrale è un carme preletterario latino consistente in una preghiera rituale del culto privato rivolta al dio Marte; il pater familias rivolgeva alla divinità questa preghiera per ottenerne, in cambio, la protezione e la purificazione (lustratio) degli arva, i campi coltivati, dalle forze e dagli spiriti maligni. Sovente la recitazione del carmen era accompagnata dal sacrificio dei suovetaurilia, un rito a carattere apotropaico tipico delle popolazioni indoeuropee.
Non ci è giunta la versione originaria del carmen, che aveva origini particolarmente antiche e doveva dunque essere stato composto in una lingua arcaica ben diversa da quella classica; il testo di cui disponiamo è quello tramandato da Catone il Censore nella sua opera De agri cultura:
Il testo conserva tuttavia le caratteristiche proprie della lingua orale, quale il forte ricorso alle figure retoriche dell'ordine o del suono, come l'anafora, l'accumulazione sinonimica, gli omoteleuti e le allitterazioni. Le frequenti ripetizioni sottolineano la speranza, da parte di chi recita la preghiera, che le suppliche siano ascoltate e messe scrupolosamente in atto dalla divinità. Si nota inoltre l'uso della figura etimologica.
Nel testo del Carmen, in assoluto il più lungo brano di epoca preletteraria pervenutoci, si distingue una struttura ritmica e sintattica basata sul parallelismo, strutturato nello schema del dicolon o del tricolon, accentuato dalla frequente presenza di pleonasmi. Il ritmo del brano è complessivamente particolarmente solenne; alla struttura compositiva è comunque sottesa la ricerca di un piacere estetico.